# 豆卢达
豆卢达（？—？），昌黎郡徒河县（今辽宁省锦州市）人，隋朝、唐朝官员。

## 生平
豆卢达在隋朝官至殿内令、通议大夫。王世充称帝后，豆卢达加入王世充一方。武德三年（620年）二月，豆卢达归降唐朝，出任殿中监，又升任大将军、光禄卿、卫尉卿，封灵寿县公，死后谥号慎。

## 家庭

### 父亲
- 豆卢景，北周使持节、仪同三司、交成文义四州刺史、怀德贞公[1]

### 兄弟姐妹
- 豆卢寔，隋朝金紫光禄大夫、均阳威男

### 子女
- 豆卢仁嗣，唐朝太子门大夫、灵寿县公[1]
- 豆卢仁宗[1]
- 豆卢仁本[1]